# Бенхасси, Хасна
Хасна Бенхасси (араб. حسنة بنحسي‎; 1 июня 1978, Марракеш, Марокко) — марокканская легкоатлетка, специализирующийся в беге на 800 метров. Завоевала серебряную медаль на Летних Олимпийских играх 2004 года и бронзовую медаль на летних Олимпийских играх 2008 года.

## Карьера
Первым крупных успехом для Хасны Бенхасси стало золото Чемпионата Мира в закрытом помещении в марте 2001 году, проходившем в Лиссабоне, Португалия на дистанции 1500 метров. Однако вскоре выступления в спорте она прервала на некоторое время в связи с рождением дочери в декабре 2001 года.
Марокканка приобрела мировую известность на Олимпийских играх 2004 года в Афинах, где неожиданно выиграла серебряную медаль в беге на 800 метров, уступив только Келли Холмс.
Спустя год на чемпионате мира по легкой атлетике в Финляндии она повторила этот результат в аналогичной дисциплине.
В 2007 году в третий раз подряд на самых крупных турнирах заняла второе место в беге на 800 метров. Марокканке снова досталась серебряная медаль чемпионата мира. Соревнования проходили в японской Осаке.
На летних Олимпийских Играх 2008 года в Пекине завоевала бронзовую медаль. После этого успеха она приняла решение завершить профессиональную карьеру.
Хасна Бенхасси славится своим финишным спуртом, предпочитая добавлять лишь в середине последнего круга, из-за чего часто уже не может закрыть просвет между впереди бегущими.

## Личная жизнь
Хасна Бенхасси замужем за своим соотечественником Мохссином Чехиби, также легкоатлетом, участником Олимпийских игр 2000, 2004 и 2008 годов в беге на 800 метров.